# Сариярви (озеро, исток Саркайоки)
Са́рия́рви (фин. Saarijärvi) — озеро на территории Лоймольского сельского поселения Суоярвского района Республики Карелия.

## Общие сведения
Площадь озера — 1,0 км². Располагается на высоте 102,0 метров над уровнем моря).
Форма озера лопастная. Берега сильно изрезаны, в результате чего озеро оказывается разделённым на три неравных части. Берега каменисто-песчаные. В юго-восточную оконечность озера втекает небольшой ручей без названия, несущий воду из небольшой ламбы Рикиярви (Пистъярви) (фин. Rikijärvi (Pistjärvi)). Из северо-западной оконечности озера берёт начало река Вахерйоки (фин. Vaaherjoki), в нижнем течении меняющая название на Саркайоки.
Посреди озера расположен остров без названия.
С южной стороны озера проходит автомобильная дорога местного значения 86К-358 («Леппясюрья — Майсула»). Ближайший населённый пункт к озеру — посёлок Райконкоски — расположен в 4 км к северо-востоку от озера, а по автодороге — 7 км.
Код водного объекта в государственном водном реестре — 01040300211102000013445.
Название озера переводится с финского языка как «озеро с островами».